# Wydział Aktorski Akademii Sztuk Teatralnych im. Stanisława Wyspiańskiego w Krakowie
Wydział Aktorski Akademii Sztuk Teatralnych im. Stanisława Wyspiańskiego w Krakowie (dawniej: Wydział Aktorski Państwowej Wyższej Szkoły Teatralnej im. Ludwika Solskiego w Krakowie) – jeden z pięciu wydziałów Akademii Sztuk Teatralnych im. Stanisława Wyspiańskiego w Krakowie. Jego siedziba znajduje się przy ul. Floriana Straszewskiego 22 w Krakowie.

## Kierunki studiów
- aktorstwo[1]

## Władze
Kadencja 2024–2028:
- Dziekan: dr hab. Monika Jakowczuk, prof. AST
- Prodziekan: mgr Maciej Sajur, prof. AST[1]